# 平岡敬
平岡 敬（ひらおか たかし、1927年（昭和2年）12月21日 - ）は、日本の政治家。第31・32代広島市長。大阪府出身。

## 概略
大阪市住吉区に生まれ、ソウルと広島市で育つ。旧制広島高等学校を経て早稲田大学第一文学部卒業後、中国新聞社へ入社。1964年に創刊し、1年で廃刊となったスポーツ中国の製作責任者（スポーツ整理部部長） や、常務取締役編集局長、中国放送代表取締役社長などを歴任した後、1991年2月3日に行われた広島市長選挙で保守分裂による候補者乱立のなかから初当選。1995年には再選を果たし、1999年までの2期8年にわたり在職した。
在任中の1994年には広島アジア大会が開催され、また原爆ドームの世界遺産登録に力を注いだ。被爆地としての平和行政としては海外での原爆展開催に尽力し、国際平和会議などにも積極的に参加した。1994年には、「ひろしま新世紀都市ビジョン」を策定、「平和首都」を目指すことを宣言した。また1998年には広島市立大学内に平和研究所を設立した。市長退任後は中国・地域づくり交流会会長を務めた。マスコミ九条の会の呼びかけ人として平和活動も行っている。
2004年に谷本清平和賞を受賞。

## 批判
一方、バブル経済崩壊後の平成不況が影響したこともあるが、都市基盤整備が同クラスの都市である札仙広福の中で、他の政令指定都市に比べ遅れているとの政財界からの批判もあった。事実、広島市の財政破綻が危惧されるほどの水準であった。
日韓共催で行われた2002 FIFAワールドカップの開催地選定において、全国各地の自治体から開催地希望が多く出たが、当時の日本サッカー協会会長・長沼健が広島出身でもあり、時のFIFA会長・アベランジェも“平和の象徴”としてヒロシマ開催を熱望していたため、広島は当確と予想され、また当時、5万人クラスの観客が収容できるスタジアムが、国内に国立競技場、神戸ユニバー、広島ビッグアーチの3ヶ所しかまだなく、国立（東京都）が立候補しなかったこともあって重要な試合が開催されるのでは、との予想もあった。
しかしながら、前述の広島市の財政難から、選定にあたり重要な条件であったスタジアムに屋根を付けることを「多額の費用がかかってしまう」として平岡は拒否したため、結局これが理由で落選した。
平岡は後になって本件を振り返った際、当時の海田町との合併問題や、老朽化しつつあった広島市民球場 (初代)に代わるドーム球場を南区東駅町の東広島貨物駅貨物ヤード移転跡地へ建設する構想があり、結果として広島市東地区の投資を優先せざるを得なかったと語っている。

## 備考
- 初当選時に、選挙事務所に詰めかけていた報道陣のうち、直前まで社長を務めていた中国放送の中継用ケーブルだけが切られた事があった。未解決。

## 著書
- 「希望のヒロシマ」（岩波新書）

## 出演

### ウェブ番組
- ポリタスTV（YouTube、2023年8月8日）